# Гуаимбе
Гуаимбе (порт. Guaimbê)  —  муниципалитет в Бразилии, входит в штат Сан-Паулу. Составная часть мезорегиона Бауру. Входит в экономико-статистический  микрорегион Линс. Население составляет 5258 человек на 2006 год. Занимает площадь 217,448 км². Плотность населения — 24,2 чел./км².

## Статистика
- Валовой внутренний продукт на 2003 составляет 32.894.195,00 реалов (данные: Бразильский институт географии и статистики).
- Валовой внутренний продукт на душу населения на 2003 составляет 6.283,51 реалов (данные: Бразильский институт географии и статистики).
- Индекс развития человеческого потенциала на 2000 составляет 0,757 (данные: Программа развития ООН).

## География
Климат местности: субтропический. В соответствии с классификацией Кёппена, климат относится к категории Cfb.